# Hemiceras tulola
Hemiceras tulola är en fjärilsart som beskrevs av William Schaus 1901. Hemiceras tulola ingår i släktet Hemiceras och familjen tandspinnare. Inga underarter finns listade i Catalogue of Life.